# Folkkonserterna i Göteborg
Folkkonserterna i Göteborg arrangerades från slutet av 1800-talet av Göteborgs arbetarinstitut. Det var konserter som avsåg att sprida högklassig musik till mindre bemedlade grupper i samhället. Konserterna var endast öppna för arbetare och de lägre samhällsklasserna och borgarna ägde inte tillträde, men det hände att högreståndsdamer skickade sina tjänsteflickor att köpa biljetter.
Konserterna arrangerades 1895–1897 av Karl Valentin. Från 1897 arrangerades konserterna av den stridbara dirigenten och tonsättaren Elfrida Andrée tillsammans med hennes systerdotter Elsa Stenhammar. I Andrées regi gavs fram till 1929 över 800 konserter.
Folkkonserter arrangerades fortfarande på 1980-talet. Den 19 september 1983 hölls i Stenhammarsalen den 1 600:de folkkonserten.